# آشر ليفين
آشر ليفين (بالإنجليزية: Asher Levine)‏ هو شخصية أعمال ومصمم أزياء أمريكي، ولد في 12 مارس 1988 في نيويورك في الولايات المتحدة.

## وصلات خارجية
- الموقع الرسمي